# توماس كرافت
توماس كرافت (بالألمانية: Thomas Kraft) (مواليد 22 يوليو 1988 في كيرشن - ألمانيا) لاعب كرة قدم ألماني سابق. لعب لصالح نادي الدرجة الأولى بايرن ميونخ الألماني في مركز حارس مرمى منذ 2004 وحتى 2011. كان أساسيا الي أن جاء مانويل نوير ليحتل مكانه مركز حارس المرمى.

## روابط خارجية
- توماس كرافت على موقع قاعدة بيانات كرة القدم.إي يو (الإنجليزية)
- توماس كرافت على موقع بيانات كرة القدم. دي إي (الألمانية)
- توماس كرافت على موقع Soccerway.com (الإنجليزية)
- توماس كرافت على موقع عالم كرة القدم.نت (الإنجليزية)
- توماس كرافت على موقع كووورة
- توماس كرافت على موقع AS.com (الإسبانية)